# Steinerner Tisch

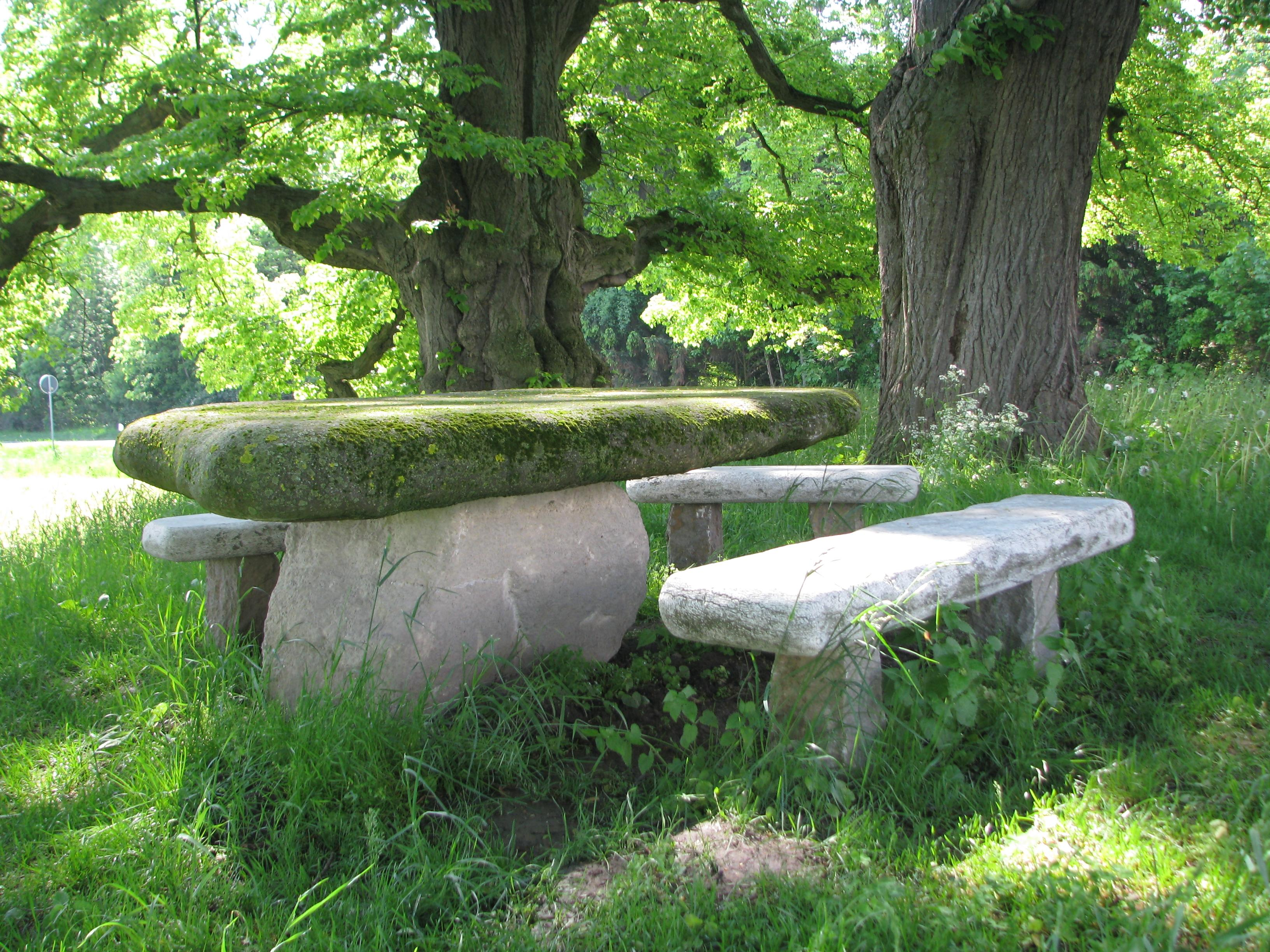
Steinerner Tisch unter den Mallinden bei Niederdorla

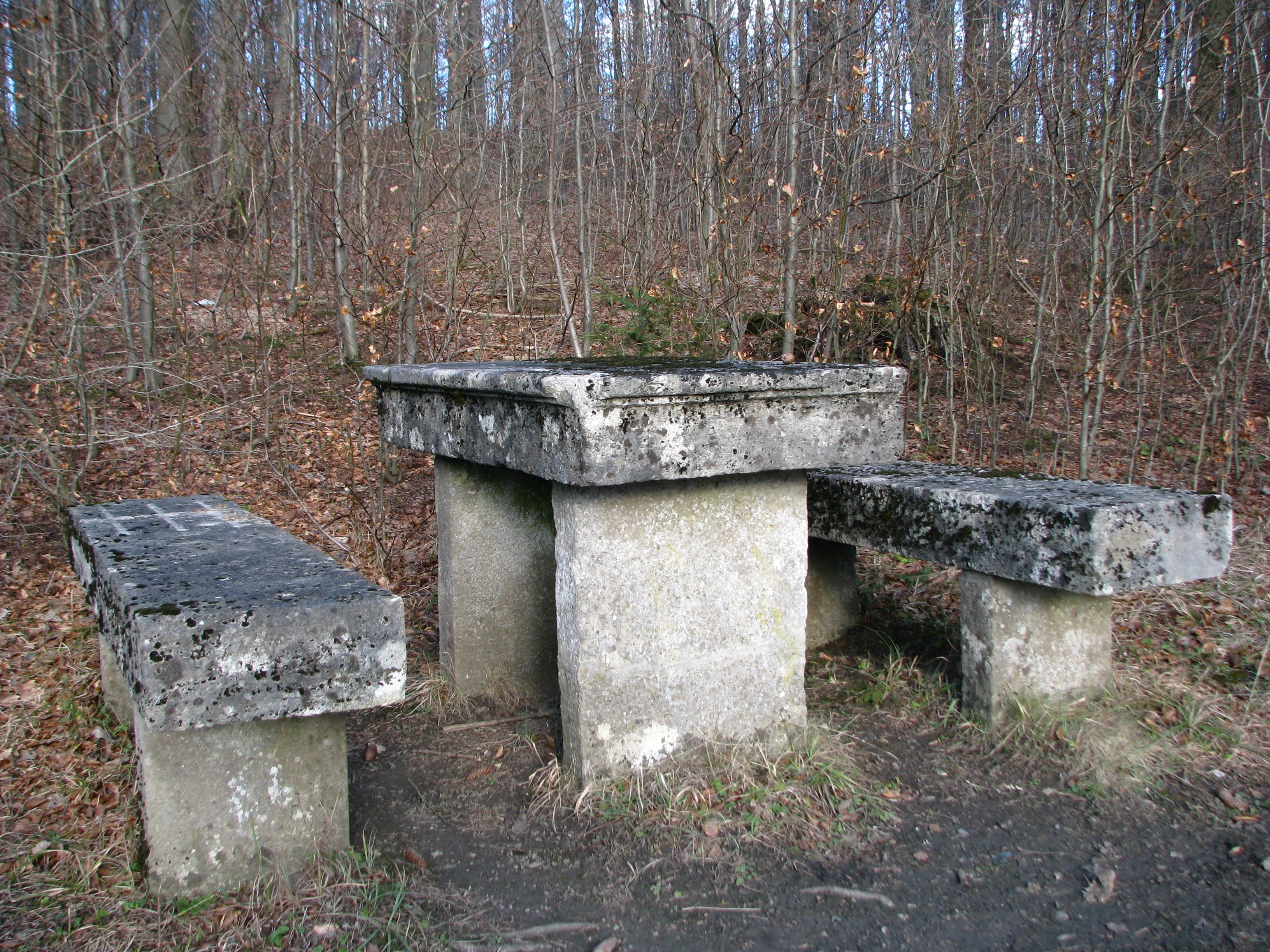
Steinerner Tisch am Rennstieg

Ein Steinerner Tisch dient der Verortung und Vermarkung eines Gerichts- und Verhandlungsortes in der Landschaft. Er ist somit als Symbol für eine Gerichtshoheit anzusehen. Steinerne Tische dienen auch als Ruhe- und Rastplätze. Aus Thüringen sind zahlreiche Steinerne Tische bekannt. Häufig sind sie auch mit Sitzbänken versehen. Als historische Orte werden sie häufig von Vereinen und Kommunen gepflegt.

## Beispiele

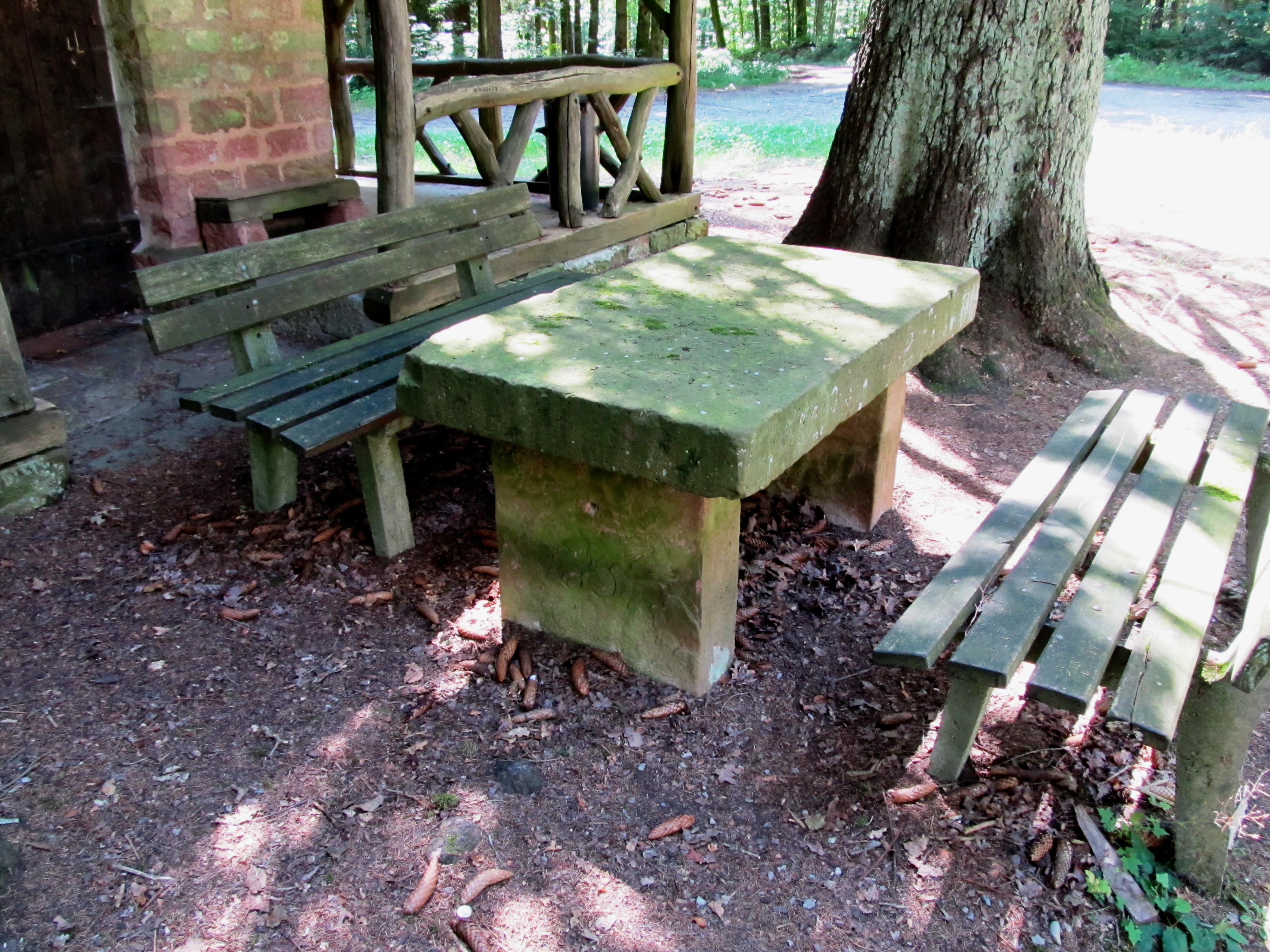
Steinerner Tisch bei Lobbach-Waldwimmersbach

- Steinerner Tisch unter der Mallinde bei Niederdorla
- Steinerner Tisch im Birkicht, bedeutendster Steinerner Tisch im Hainich: Er wird bereits 1588 urkundlich erwähnt, als er von dem Flarchheimer Holzförster Hans Ludwig restauriert wurde.
- Steinerner Tisch am Rennstieg: Er wurde am 5. Mai 1838 von Friedrich Wilhelm Carl von Seebach erbaut und als Ruhe- und Aussichtsplatz genutzt.
- Steinerner Tisch am Lehdeborn im Hainich bei Langula; der Tisch weist eine Inschrift von 1746 auf.
- Steinerner Tisch auf dem Gaiberg bei Hildebrandshausen (Eichsfeld)
- Steinerner Tisch am Rondel bei Langula
- Steinerner Tisch auf dem Anger von Bickenriede
- Steinerner Tisch östlich von Burgtonna am Fuß der Fahner Höhe
- Steinerner Tisch bei Stadt Wehlen in der Sächsischen Schweiz: Der Tisch aus Elbsandstein wurde 1710 anlässlich einer Jagd von August dem Starken errichtet.
- Steinerner Tisch bei Nieder-Beerbach im Odenwald: Der Tisch wurde Anfang des 18. Jahrhunderts von Pfarrer Heyer gespendet und an einem Aussichtspunkt oberhalb des Ortes auf einem alten Mühlrad errichtet.
- Steinerner Tisch, eine alte Gerichtsstätte bei Niddertal-Kaichen.
- Steinerner Tisch, eine alte Gerichtsstätte bei Bretzfeld-Dimbach
- Steinerner Tisch nördlich von Lobbach-Waldwimmersbach im Kleinen Odenwald[2], der Überlieferung zufolge in der Walpurgisnacht ein „Hexentanzplatz“[3]
- Steinerner Tisch im Nordsüntel (ehem. Münchhausengut Nienfeld,[4] einst Besitz des Alexander von Münchhausen. Ein Knecht von dessen Vorfahre Claus soll hier erschlagen worden sein).[5]
- Im Grabfeldgau (Südthüringen/Nordbayern) markierten zwei steinerne Tische die Gerichtsstätte des südlichen Banzgaues, einer am Dorfausgang von Medlitz, einer ca. 5 km nördlich davon bei Messenfeld, wo auch eine Martersäule stand.[6]
- Noch im 20. Jh. fanden sich in der Soester Boerde „mit den Stadt-Siegel versehene steinerne Tische“ (Siegel auf der Tischplatte), die ursprünglich vom Freygericht aus dem 16/17. Jh. stammten.[7]
- Steinerner Tisch an der Lichtenauer Torfbruchstraße, mutmaßlich Frühe Neuzeit, im 19. Jh. zu einem Rastplatz für Waldarbeiter umfunktioniert.[8]Steinbänke mit Tisch (Platte auf dem Gutshof Nienfeld) im Süntel

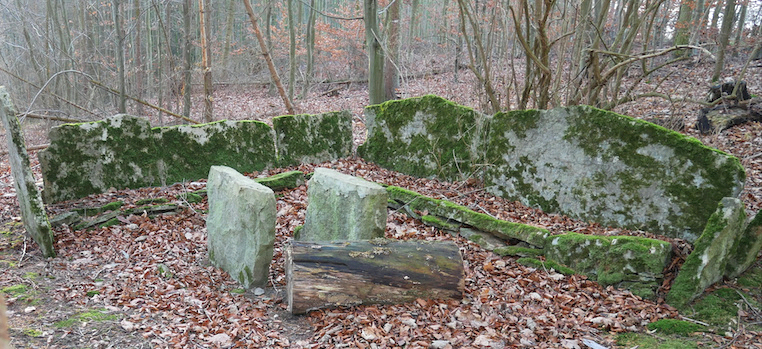
Steinbänke mit Tisch (Platte auf dem Gutshof Nienfeld) im Süntel

- Zum steinernen Tisch, historisches Gebäude in Magdeburg
- Steinerner Tisch zwischen Hirschhorn und Igelsbach im Odenwald

## Sonstiges
Ein steinerner Tisch spielt auch in dem Phantasieroman Sternenschweif – Flug durch die Nacht eine Rolle. Durch ihn blicken Einhörner vom Ältestenrat von Arkadia, dem Einhornland, in die Welt der Menschen.
Die Kyffhäuser-Sagen um Kaiser Friedrich Barbarossa verorten selbigen in einer Höhle an einem steinernen Tisch (angeblich Marmor) sitzend – ähnlich soll es bei Karl dem Großen im Untersberg sein. Dergleichen gibt es legendenumwobene „Karlstische“ an mehreren Orten, bspw. in Baden bei Wien und/oder Herstelle bei Höxter.
In Heringsdorf wurde 1888, nach der Seebadgründung, durch Greifswalder Studenten ein an historischen Vorbildern orientierter Sandsteintisch errichtet, der als Verweileinrichtung am Buchenhallenwald gedacht war.